# Bingham (Illinois)
Bingham – wieś w USA, w stanie Illinois, w hrabstwie Fayette.

## Demografia
Liczba mieszkańców w 2000 wynosiła 118, a powierzchnia 0,71 km². W 2023 liczba mieszkańców spadła do 60 osób, a gęstość zaludnienia poniżej 85 osób/km². Jedna z najmniejszych miejscowości w stanie Illinois.